# Devast Ace II
Devast Ace II je monitor strojového kódu pro počítače Sinclair ZX Spectrum a kompatibilní (například Didaktik) s připojenou disketovou jednotkou Didaktik 40 nebo Didaktik 80 a pro počítač Didaktik Kompakt. Program rozšiřuje možnosti programů Devast Ace a Devastace+ především o diskové operace a o možnost přepínání mezi původní ROM a ROM disketové jednotky a trasování programů v ní. Program je relokovatelný, ale nemůže běžet v obrazové části paměti. Program existuje pouze v disketové verzi.
Devast Ace II je program českého původu, autorem je Tomáš Vilím, který jej napsal pod přezdívkou Universum. Vydavatelem programu byla společnost Proxima - Software v. o. s., program byl vydán v roce 1992.